# SEMTUR
S.E.M.T.U.R. (acrónimo de Sociedad del Estado Municipal para el Transporte Urbano de Rosario) fue una empresa pública dedicada a brindar servicios de transporte urbano de pasajeros en la ciudad de Rosario (Argentina). Se creó bajo la Ordenanza N.º 7.290 en el año 2002 con la finalidad de lograr la gestión pública en el transporte urbano con participación ciudadana. Su sede se encuentra en calle Pte. Roca 1576 de la mencionada ciudad. 
Surge de la necesidad de reemplazar ciertas líneas urbanas, las cuales eran administradas por una empresa privada a la cual debió revocársele la concesión por incumplimientos reiterados y bajas prestaciones. Tras el fracaso de sucesivos llamados a licitación para la adjudicación de los corredores, la Municipalidad de Rosario decide asumir la Administración Municipal de la ejecución del servicio para asegurar su prestación y satisfacer las necesidades de la comunidad afectada. 
Prestaba servicio en las siguientes líneas de transporte en la ciudad de Rosario: 113, 116, 120, 121, 122, 123, 133, 134, 135, 136, 137, 153, Enlace Noroeste, Enlace Santa Lucía, Enlace Sur, K,  Q,  Ronda del Centro, Línea de la Costa.

## Siniestros relevantes
- 2003: La Semtur debe indemnizar con 350 mil pesos a un motociclista. Fue atropellado en 2003 por un colectivo de una de las líneas de la empresa municipal del transporte urbano de pasajeros.[3]
- Julio de 2015: Un colectivo chocó contra un volquete y ocho pasajeros resultaron lesionados[4]
- Noviembre de 2016: Una pasajera accidentada denuncia por maltrato a la Semtur[5]
- Junio de 2018: Un colectivo atropelló a una mujer: sufrió graves fracturas[6]